# 市川市の町名
市川市の町名（いちかわしのちょうめい）では、千葉県市川市における現在の町名を一覧化するとともに、明治時代初期以来の町名の変遷について記述する。

## 現行行政町名一覧
市川市では、一部の区域で住居表示に関する法律に基づく住居表示が実施されている。
| 町名           | 町名の読み       | 町区域新設年月日 | 住居表示実施年月日 | 住居表示実施前の町名等                              | 備考       |
| -------------- | ---------------- | ---------------- | ------------------ | --------------------------------------------------- | ---------- |
| 国府台一丁目   | こうのだい       | 1966年4月1日     | 1966年4月1日       | 国府台町1、国分町の各一部                           |            |
| 国府台二丁目   | こうのだい       | 1966年4月1日     | 1966年4月1日       | 国府台町1の一部                                     |            |
| 国府台三丁目   | こうのだい       | 1966年4月1日     | 1966年4月1日       | 国府台町1、国府台町2の各一部                        |            |
| 国府台四丁目   | こうのだい       | 1966年4月1日     | 1966年4月1日       | 国府台町2の一部                                     |            |
| 国府台五丁目   | こうのだい       | 1966年4月1日     | 1966年4月1日       | 国府台町1、国府台町2、国府台町3の各一部             |            |
| 国府台六丁目   | こうのだい       | 1966年4月1日     | 1966年4月1日       | 国府台町3の一部                                     |            |
| 市川一丁目     | いちかわ         | 1965年7月1日     | 1965年7月1日       | 市川町5、新田町3の各一部                            |            |
| 市川二丁目     | いちかわ         | 1965年7月1日     | 1965年7月1日       | 市川町3の全部と市川町2、市川町5の各一部             |            |
| 市川三丁目     | いちかわ         | 1965年7月1日     | 1965年7月1日       | 市川町1の全部と市川町2、根本町、真間町2の各一部     |            |
| 市川四丁目     | いちかわ         | 1965年7月1日     | 1965年7月1日       | 根本町、真間町1の各一部                             |            |
| 市川南一丁目   | いちかわみなみ   | 1965年7月1日     | 1965年7月1日       | 市川町5の一部                                       |            |
| 市川南二丁目   | いちかわみなみ   | 1965年7月1日     | 1965年7月1日       | 市川町5の一部                                       |            |
| 市川南三丁目   | いちかわみなみ   | 1965年7月1日     | 1965年7月1日       | 市川町4の一部                                       |            |
| 市川南四丁目   | いちかわみなみ   | 1965年7月1日     | 1965年7月1日       | 市川町4の一部                                       |            |
| 市川南五丁目   | いちかわみなみ   | 1966年9月1日     | 1966年9月1日       | 市川町4の全部                                       |            |
| 真間一丁目     | まま             | 1966年4月1日     | 1966年4月1日       | 真間町4の全部と真間町3の一部                        |            |
| 真間二丁目     | まま             | 1966年4月1日     | 1966年4月1日       | 真間町2の全部                                       |            |
| 真間三丁目     | まま             | 1966年4月1日     | 1966年4月1日       | 真間町3の一部                                       |            |
| 真間四丁目     | まま             | 1966年4月1日     | 1966年4月1日       | 真間町1、根本町の各一部                             |            |
| 真間五丁目     | まま             | 1966年4月1日     | 1966年4月1日       | 真間町1、国分町の各一部                             |            |
| 新田一丁目     | しんでん         | 1968年2月1日     | 1968年2月1日       | 新田町1の全部と平田町3の一部                        |            |
| 新田二丁目     | しんでん         | 1968年2月1日     | 1968年2月1日       | 新田町2の一部                                       |            |
| 新田三丁目     | しんでん         | 1968年2月1日     | 1968年2月1日       | 新田町2の一部                                       |            |
| 新田四丁目     | しんでん         | 1968年2月1日     | 1968年2月1日       | 新田町4、大洲町の各一部                             |            |
| 新田五丁目     | しんでん         | 1968年2月1日     | 1968年2月1日       | 新田町3の全部と新田町4の一部                        |            |
| 平田一丁目     | ひらた           | 1968年2月1日     | 1968年2月1日       | 平田町1、平田町2、平田町3の各一部                   |            |
| 平田二丁目     | ひらた           | 1968年2月1日     | 1968年2月1日       | 平田町2、平田町3の各一部                            |            |
| 平田三丁目     | ひらた           | 1968年2月1日     | 1968年2月1日       | 平田町1、平田町2、平田町3の各一部                   |            |
| 平田四丁目     | ひらた           | 1968年2月1日     | 1968年2月1日       | 平田町1、平田町2、平田町3の各一部                   |            |
| 大洲一丁目     | おおす           | 1968年2月1日     | 1968年2月1日       | 大洲町の一部                                        |            |
| 大洲二丁目     | おおす           | 1968年2月1日     | 1968年2月1日       | 大洲町、下新宿の各一部                              |            |
| 大洲三丁目     | おおす           | 1968年2月1日     | 1968年2月1日       | 大洲町の一部                                        |            |
| 大洲四丁目     | おおす           | 1968年2月1日     | 1968年2月1日       | 大洲町、新田町4の各一部                             |            |
| 大和田一丁目   | おおわだ         | 1968年2月1日     | 1968年2月1日       | 大和田の一部                                        |            |
| 大和田二丁目   | おおわだ         | 1968年2月1日     | 1968年2月1日       | 大和田、本行徳の各一部                              |            |
| 大和田三丁目   | おおわだ         | 1968年2月1日     | 1968年2月1日       | 河原の一部                                          |            |
| 大和田四丁目   | おおわだ         | 1968年2月1日     | 1968年2月1日       | 上下妙典、平田町3、河原の各一部                     |            |
| 大和田五丁目   | おおわだ         | 1968年2月1日     | 1968年2月1日       | 大和田、本行徳、上下妙典、河原の各一部              |            |
| 東大和田一丁目 | ひがしおおわだ   | 年月日           | 年月日             |                                                     |            |
| 東大和田二丁目 | ひがしおおわだ   | 年月日           | 年月日             |                                                     |            |
| 稲荷木一丁目   | とうかぎ         | 1973年2月1日     | 1973年2月1日       | 稲荷木、田尻の各一部                                |            |
| 稲荷木二丁目   | とうかぎ         | 1973年2月1日     | 1973年2月1日       | 稲荷木、河原、大和田、田尻の各一部                  |            |
| 稲荷木三丁目   | とうかぎ         | 1973年2月1日     | 1973年2月1日       | 稲荷木、本行徳、大和田の各一部                      |            |
| 八幡一丁目     | やわた           | 1967年2月1日     | 1967年2月1日       | 八幡町1、鬼越町1の各一部                            |            |
| 八幡二丁目     | やわた           | 1967年2月1日     | 1967年2月1日       | 八幡町1、八幡町3、八幡町4、八幡町6の各一部          |            |
| 八幡三丁目     | やわた           | 1967年2月1日     | 1967年2月1日       | 八幡町4の一部                                       |            |
| 八幡四丁目     | やわた           | 1967年2月1日     | 1967年2月1日       | 八幡町3の一部                                       |            |
| 八幡五丁目     | やわた           | 1967年2月1日     | 1967年2月1日       | 八幡町1、八幡町2の各一部                            |            |
| 八幡六丁目     | やわた           | 1967年2月1日     | 1967年2月1日       | 八幡町2、八幡町3の各一部                            |            |
| 南八幡一丁目   | みなみやわた     | 1967年2月1日     | 1967年2月1日       | 八幡町7の一部                                       |            |
| 南八幡二丁目   | みなみやわた     | 1967年2月1日     | 1967年2月1日       |                                                     |            |
| 南八幡三丁目   | みなみやわた     | 1967年2月1日     | 1967年2月1日       | 八幡町6、八幡町7の各一部                            |            |
| 南八幡四丁目   | みなみやわた     | 1967年2月1日     | 1967年2月1日       | 八幡町6の一部                                       |            |
| 南八幡五丁目   | みなみやわた     | 1967年2月1日     | 1967年2月1日       | 八幡町5の全部                                       |            |
| 菅野一丁目     | すがの           | 1967年2月1日     | 1967年2月1日       | 菅野町1、菅野町5、平田町1の各一部                   |            |
| 菅野二丁目     | すがの           | 1967年2月1日     | 1967年2月1日       | 菅野町5、平田町1、平田町2、平田町3、新田町1の各一部 |            |
| 菅野三丁目     | すがの           | 1967年2月1日     | 1967年2月1日       | 菅野町5、菅野町6、新田町1の各一部                   |            |
| 菅野四丁目     | すがの           | 1967年2月1日     | 1967年2月1日       | 菅野町1、菅野町4の各一部                            |            |
| 菅野五丁目     | すがの           | 1967年2月1日     | 1967年2月1日       | 菅野町4の一部                                       |            |
| 菅野六丁目     | すがの           | 1967年2月1日     | 1967年2月1日       | 菅野町6の一部                                       |            |
| 東菅野一丁目   | ひがしすがの     | 1967年2月1日     | 1967年2月1日       | 菅野町2の全部と八幡町2の一部                        |            |
| 東菅野二丁目   | ひがしすがの     | 1967年2月1日     | 1967年2月1日       | 菅野町3の一部                                       |            |
| 東菅野三丁目   | ひがしすがの     | 1967年2月1日     | 1967年2月1日       | 菅野町3、八幡町2の各一部                            |            |
| 東菅野四丁目   | ひがしすがの     | 1967年2月1日     | 1967年2月1日       | 菅野町3、八幡町2、宮久保町の各一部                  |            |
| 東菅野五丁目   | ひがしすがの     | 年月日           | 1986年6月1日       | 東菅野5、宮久保町の各全部と北方町4の一部            |            |
| 宮久保一丁目   | みやくぼ         | 1971年2月1日     | 1971年2月1日       | 宮久保町、曽谷町の各一部                            |            |
| 宮久保二丁目   | みやくぼ         | 1971年2月1日     | 1971年2月1日       | 宮久保町、曽谷町の各一部                            |            |
| 宮久保三丁目   | みやくぼ         | 1971年2月1日     | 1971年2月1日       | 宮久保町の一部                                      |            |
| 宮久保四丁目   | みやくぼ         | 1971年2月1日     | 1971年2月1日       | 宮久保町の一部                                      |            |
| 宮久保五丁目   | みやくぼ         | 1971年2月1日     | 1971年2月1日       | 宮久保町の一部                                      |            |
| 宮久保六丁目   | みやくぼ         | 1971年2月1日     | 1971年2月1日       | 宮久保町の一部                                      |            |
| 鬼越一丁目     | おにごえ         | 1969年9月1日     | 1969年9月1日       | 鬼越町1、鬼越町2、高石神町の各一部                  |            |
| 鬼越二丁目     | おにごえ         | 1969年9月1日     | 1969年9月1日       | 鬼越町1、鬼越町2、高石神町の各一部                  |            |
| 鬼高一丁目     | おにたか         | 1969年9月1日     | 1969年9月1日       | 八幡町7の全部と鬼高町の一部                         |            |
| 鬼高二丁目     | おにたか         | 1969年9月1日     | 1969年9月1日       | 鬼高町の一部                                        |            |
| 鬼高三丁目     | おにたか         | 1969年9月1日     | 1969年9月1日       | 鬼高町の一部                                        |            |
| 鬼高四丁目     | おにたか         | 1973年2月1日     | 1973年2月1日       | 鬼高町、田尻、稲荷木の各一部                        |            |
| 高石神         | たかいしがみ     | 1969年9月1日     | 1969年9月1日       | 高石神町、鬼越町2の各一部                           |            |
| 中山一丁目     | なかやま         | 1969年9月1日     | 1969年9月1日       | 中山町3の全部と中山町2の各一部                      |            |
| 中山二丁目     | なかやま         | 1969年9月1日     | 1969年9月1日       | 中山町2、若宮町2の各一部                            |            |
| 中山三丁目     | なかやま         | 1969年9月1日     | 1969年9月1日       | 中山町2の一部                                       |            |
| 中山四丁目     | なかやま         | 1969年9月1日     | 1969年9月1日       | 中山町1の全部                                       |            |
| 若宮一丁目     | わかみや         | 1969年9月1日     | 1969年9月1日       | 若宮町1の全部                                       |            |
| 若宮二丁目     | わかみや         | 1969年9月1日     | 1969年9月1日       | 若宮町2、若宮町3、中山町2の各一部                   |            |
| 若宮三丁目     | わかみや         | 1969年9月1日     | 1969年9月1日       | 若宮町3、北方町3の各一部                            |            |
| 北方一丁目     | きたかた         | 1969年9月1日     | 1969年9月1日       | 北方町1の全部                                       |            |
| 北方二丁目     | きたかた         | 1969年9月1日     | 1969年9月1日       | 北方町2の全部                                       |            |
| 北方三丁目     | きたかた         | 1969年9月1日     | 1969年9月1日       | 北方町3の一部                                       |            |
| 本北方一丁目   | もときたかた     | 1969年9月1日     | 1969年9月1日       | 北方町3の一部                                       |            |
| 本北方二丁目   | もときたかた     | 1969年9月1日     | 1969年9月1日       | 北方町3の一部                                       |            |
| 本北方三丁目   | もときたかた     | 1969年9月1日     | 1969年9月1日       | 北方町3の一部                                       |            |
| 北方町四丁目   | ぼっけまち       | 1951年12月1日    | 未実施             |                                                     |            |
| 国分一丁目     | こくぶん         | 1972年2月1日     | 1972年2月1日       | 国分町の一部                                        |            |
| 国分二丁目     | こくぶん         | 1972年2月1日     | 1972年2月1日       | 国分町の一部                                        |            |
| 国分三丁目     | こくぶん         | 1972年2月1日     | 1972年2月1日       | 国分町の一部                                        |            |
| 国分四丁目     | こくぶん         | 1972年2月1日     | 1972年2月1日       | 国分町の一部                                        |            |
| 国分五丁目     | こくぶん         | 1972年2月1日     | 1972年2月1日       | 国分町、中国分町の各一部                            |            |
| 国分六丁目     | こくぶん         | 1972年2月1日     | 1972年2月1日       | 国分町の一部                                        |            |
| 国分七丁目     | こくぶん         | 1972年2月1日     | 1972年2月1日       | 国分町、北国分町の各一部                            |            |
| 中国分一丁目   | なかこくぶん     | 1972年2月1日     | 1972年2月1日       | 中国分町の一部                                      |            |
| 中国分二丁目   | なかこくぶん     | 1972年2月1日     | 1972年2月1日       | 中国分町の一部                                      |            |
| 中国分三丁目   | なかこくぶん     | 1972年2月1日     | 1972年2月1日       | 中国分町の一部                                      |            |
| 中国分四丁目   | なかこくぶん     | 1972年2月1日     | 1972年2月1日       | 国府台町3の全部と国分町、中国分町の各一部           |            |
| 中国分五丁目   | なかこくぶん     | 1972年2月1日     | 1972年2月1日       | 中国分町の一部                                      |            |
| 北国分一丁目   | きたこくぶん     | 1972年2月1日     | 1972年2月1日       | 北国分町の一部                                      |            |
| 北国分二丁目   | きたこくぶん     | 1972年2月1日     | 1972年2月1日       | 北国分町の一部                                      |            |
| 北国分三丁目   | きたこくぶん     | 1974年2月1日     | 1974年2月1日       | 北国分町の一部                                      |            |
| 北国分四丁目   | きたこくぶん     | 1974年2月1日     | 1974年2月1日       | 北国分町の一部                                      |            |
| 須和田一丁目   | すわだ           | 1966年4月1日     | 1966年4月1日       | 須和田町1の全部と宮久保町、国分町の各一部           |            |
| 須和田二丁目   | すわだ           | 1966年4月1日     | 1966年4月1日       | 須和田町2の全部                                     |            |
| 稲越一丁目     | いなごし         | 2021年2月1日     | 2021年2月1日       | 稲越町の一部                                        |            |
| 稲越二丁目     | いなごし         | 2021年2月1日     | 2021年2月1日       | 稲越町の一部                                        |            |
| 稲越三丁目     | いなごし         | 2021年2月1日     | 2021年2月1日       | 稲越町の一部                                        |            |
| 曽谷一丁目     | そや             | 1971年2月1日     | 1971年2月1日       | 曽谷町の一部                                        |            |
| 曽谷二丁目     | そや             | 1971年2月1日     | 1971年2月1日       | 曽谷町の一部                                        |            |
| 曽谷三丁目     | そや             | 1971年2月1日     | 1971年2月1日       | 曽谷町の一部                                        |            |
| 曽谷四丁目     | そや             | 1971年2月1日     | 1971年2月1日       | 曽谷町の一部                                        |            |
| 曽谷五丁目     | そや             | 1971年2月1日     | 1971年2月1日       | 曽谷町の一部                                        |            |
| 曽谷六丁目     | そや             | 1974年2月1日     | 1974年2月1日       | 曽谷町の一部                                        |            |
| 曽谷七丁目     | そや             | 1971年2月1日     | 1971年2月1日       | 曽谷町の一部                                        |            |
| 曽谷八丁目     | そや             | 1971年2月1日     | 1971年2月1日       | 曽谷町の一部                                        |            |
| 下貝塚一丁目   | しもかいづか     | 1981年2月1日     | 1981年2月1日       | 下貝塚町の一部                                      |            |
| 下貝塚二丁目   | しもかいづか     | 1981年2月1日     | 1981年2月1日       | 下貝塚町、大野町1の各一部                           |            |
| 下貝塚三丁目   | しもかいづか     | 1981年2月1日     | 1981年2月1日       | 下貝塚町、北方町4の各一部                           |            |
| 東国分一丁目   | ひがしこくぶん   | 1974年2月1日     | 1974年2月1日       | 曽谷町の一部                                        |            |
| 東国分二丁目   | ひがしこくぶん   | 1974年2月1日     | 1974年2月1日       | 曽谷町の一部                                        |            |
| 東国分三丁目   | ひがしこくぶん   | 1974年2月1日     | 1974年2月1日       | 曽谷町の一部                                        |            |
| 堀之内一丁目   | ほりのうち       | 1996年2月1日     | 1996年2月1日       | 北国分町の一部                                      |            |
| 堀之内二丁目   | ほりのうち       | 1996年2月1日     | 1996年2月1日       | 北国分町の一部                                      |            |
| 堀之内三丁目   | ほりのうち       | 1996年2月1日     | 1996年2月1日       | 北国分町の一部                                      |            |
| 堀之内四丁目   | ほりのうち       | 1996年2月1日     | 1996年2月1日       | 北国分町の一部                                      |            |
| 堀之内五丁目   | ほりのうち       | 1996年2月1日     | 1996年2月1日       | 北国分町の一部                                      |            |
| 東浜一丁目     | ひがしはま       | 1976年1月23日    | 未実施             |                                                     | 埋立造成地 |
| 田尻           | たじり           | 1955年3月31日    | 未実施             |                                                     |            |
| 田尻一丁目     | たじり           | 1973年2月1日     | 1973年2月1日       | 鬼高町、田尻、稲荷木の各一部                        |            |
| 田尻二丁目     | たじり           | 1973年2月1日     | 1973年2月1日       | 鬼高町、田尻、稲荷木の各一部                        |            |
| 田尻三丁目     | たじり           | 1973年2月1日     | 1973年2月1日       | 鬼高町の一部                                        |            |
| 田尻四丁目     | たじり           | 1973年2月1日     | 1973年2月1日       | 鬼高町、田尻の各一部                                |            |
| 田尻五丁目     | たじり           | 1973年2月1日     | 1973年2月1日       | 田尻、稲荷木、高谷、河原の各一部                    |            |
| 高谷           | こうや           | 1955年3月31日    | 未実施             |                                                     |            |
| 高谷一丁目     | こうや           | 1976年4月1日     | 1976年4月1日       | 高谷の一部                                          |            |
| 高谷二丁目     | こうや           | 1976年4月1日     | 1976年4月1日       | 高谷の一部                                          |            |
| 高谷三丁目     | こうや           | 1976年4月1日     | 1976年4月1日       | 高谷の一部                                          |            |
| 高谷新町       | こうやしんまち   | 1962年11月1日    | 未実施             |                                                     | 埋立造成地 |
| 原木           | ばらき           | 1955年3月31日    | 未実施             |                                                     |            |
| 原木一丁目     | ばらき           | 1976年4月1日     | 1976年4月1日       | 原木の一部                                          |            |
| 原木二丁目     | ばらき           | 1976年4月1日     | 1976年4月1日       | 原木、高谷の各一部                                  |            |
| 原木三丁目     | ばらき           | 1976年4月1日     | 1976年4月1日       | 原木、二俣の各一部                                  |            |
| 原木四丁目     | ばらき           | 1976年4月1日     | 1976年4月1日       | 原木の一部                                          |            |
| 二俣           | ふたまた         | 1955年3月31日    | 未実施             |                                                     |            |
| 二俣一丁目     | ふたまた         | 1976年4月1日     | 1976年4月1日       | 二俣、原木の各一部                                  |            |
| 二俣二丁目     | ふたまた         | 1976年4月1日     | 1976年4月1日       | 印内飛地の全部と二俣、二子飛地、本郷飛地の各一部    |            |
| 二俣新町       | ふたまたしんまち | 1963年10月1日    | 未実施             |                                                     | 埋立造成地 |
| 上妙典         | かみみょうでん   | 1955年3月31日    | 未実施             |                                                     |            |
| 二子飛地       | ふたごとびち     | 1955年3月31日    | 未実施             |                                                     |            |
| 本郷飛地       | ほんごうとびち   | 1955年3月31日    | 未実施             |                                                     |            |

| 町名         | 町名の読み   | 町区域新設年月日 | 住居表示実施年月日 | 住居表示実施前の町名等                                    | 備考 |
| ------------ | ------------ | ---------------- | ------------------ | --------------------------------------------------------- | ---- |
| 南大野一丁目 | みなみおおの | 1986年6月1日     | 1986年6月1日       | 下貝塚町の全部と北方町4、奉免町、大野町1、大野町2の各一部 |      |
| 南大野二丁目 | みなみおおの | 1986年6月1日     | 1986年6月1日       | 大野町2の一部                                             |      |
| 南大野三丁目 | みなみおおの | 1986年6月1日     | 1986年6月1日       | 大野町2の一部                                             |      |
| 大野町一丁目 | おおのまち   | 1951年12月1日    | 未実施             |                                                           |      |
| 大野町二丁目 | おおのまち   | 1951年12月1日    | 未実施             |                                                           |      |
| 大野町三丁目 | おおのまち   | 1951年12月1日    | 未実施             |                                                           |      |
| 大野町四丁目 | おおのまち   | 1951年12月1日    | 未実施             |                                                           |      |
| 柏井町一丁目 | かしわいまち | 1951年12月1日    | 未実施             |                                                           |      |
| 柏井町二丁目 | かしわいまち | 1951年12月1日    | 未実施             |                                                           |      |
| 柏井町三丁目 | かしわいまち | 1951年12月1日    | 未実施             |                                                           |      |
| 柏井町四丁目 | かしわいまち | 1951年12月1日    | 未実施             |                                                           |      |
| 大町         | おおまち     | 1951年12月1日    | 未実施             |                                                           |      |
| 奉免町       | ほうめまち   | 1951年12月1日    | 未実施             |                                                           |      |

| 町名           | 町名の読み         | 町区域新設年月日 | 住居表示実施年月日 | 住居表示実施前の町名等                                                  | 備考                                   |
| -------------- | ------------------ | ---------------- | ------------------ | ----------------------------------------------------------------------- | -------------------------------------- |
| 本行徳         | ほんぎょうとく     | 1966年12月27日   | 1978年4月1日       |                                                                         | 埋立造成地(一部)                       |
| 加藤新田       | かとうしんでん     | 1968年7月30日    | 未実施             |                                                                         | 埋立造成地(一部)                       |
| 千鳥町         | ちどりちょう       | 1966年12月27日   | 未実施             |                                                                         | 町名地番整理実施区域、埋立造成地(一部) |
| 高浜町         | たかはままち       | 1968年7月30日    | 未実施             |                                                                         | 町名地番整理実施区域、埋立造成地(一部) |
| 関ヶ島         | せきがしま         | 年月日           | 1978年4月1日       |                                                                         |                                        |
| 伊勢宿         | いせじゅく         | 年月日           | 1978年4月1日       |                                                                         |                                        |
| 下新宿         | しもしんしゅく     | 年月日           | 1978年4月1日       |                                                                         |                                        |
| 河原           | かわら             | 年月日           | 1978年4月1日       |                                                                         |                                        |
| 下妙典         | しもみょうでん     | 年月日           | 未実施             |                                                                         |                                        |
| 妙典一丁目     | みょうでん         | 1978年4月1日     | 1978年4月1日       | 上妙典の一部                                                            |                                        |
| 妙典二丁目     | みょうでん         | 1978年4月1日     | 1978年4月1日       | 上妙典の一部                                                            |                                        |
| 妙典三丁目     | みょうでん         | 1978年4月1日     | 1978年4月1日       | 下妙典の一部                                                            |                                        |
| 妙典四丁目     | みょうでん         | 1998年2月1日     | 1998年2月1日       | 下妙典、富浜1の各一部                                                   |                                        |
| 妙典五丁目     | みょうでん         | 1998年2月1日     | 1998年2月1日       | 上妙典、下妙典の各一部                                                  |                                        |
| 妙典六丁目     | みょうでん         | 1998年2月1日     | 1998年2月1日       | 上妙典、下妙典の各一部                                                  |                                        |
| 押切           | おしきり           | 年月日           | 1978年4月1日       |                                                                         |                                        |
| 湊             | みなと             | 年月日           | 1977年2月1日       | 湊、湊新田の各一部                                                      |                                        |
| 湊新田         | みなとしんでん     | 年月日           | 1977年2月1日       | 湊新田、湊の各一部                                                      |                                        |
| 湊新田一丁目   | みなとしんでん     | 年月日           | 1979年5月1日       | 湊新田1の全部                                                           |                                        |
| 湊新田二丁目   | みなとしんでん     | 年月日           | 1979年5月1日       | 湊新田2の全部                                                           |                                        |
| 香取一丁目     | かんどり           | 年月日           | 1977年2月1日       | 香取の全部及び香取1、欠真間1の各一部                                    |                                        |
| 香取一丁目     | かんどり           | 年月日           | 1979年5月1日       | 香取1のうち住居表示未実施区域の全部                                     |                                        |
| 香取二丁目     | かんどり           | 年月日           | 1979年5月1日       | 香取2の全部                                                             |                                        |
| 欠真間一丁目   | かけまま           | 年月日           | 1977年2月1日       | 欠真間、欠真間1の各一部                                                 |                                        |
| 欠真間一丁目   | かけまま           | 年月日           | 1979年5月1日       | 欠真間1のうち住居表示未実施区域の全部                                   |                                        |
| 欠真間二丁目   | かけまま           | 年月日           | 1980年5月1日       | 欠真間2の全部                                                           |                                        |
| 相之川一丁目   | あいのかわ         | 1977年2月1日     | 1977年2月1日       | 相之川、相之川2、欠真間の各一部                                         |                                        |
| 相之川二丁目   | あいのかわ         | 1972年12月27日   | 1980年2月1日       | 相之川2の全部                                                           |                                        |
| 相之川三丁目   | あいのかわ         | 1972年12月27日   | 1980年2月1日       | 相之川3の全部                                                           |                                        |
| 相之川四丁目   | あいのかわ         | 1972年12月27日   | 1980年2月1日       | 相之川4の全部                                                           |                                        |
| 新井一丁目     | あらい             | 1977年2月1日     | 1977年2月1日       | 新井、新井2、相之川、広尾1、当代島飛地、島尻の各一部                    |                                        |
| 新井二丁目     | あらい             | 1972年12月27日   | 1980年2月1日       | 新井2の全部                                                             |                                        |
| 新井三丁目     | あらい             | 1972年12月27日   | 1980年2月1日       | 新井3の全部                                                             |                                        |
| 島尻           | しまじり           | 年月日           | 1977年2月1日       | 島尻、新井の各一部                                                      |                                        |
| 広尾一丁目     | ひろお             | 年月日           | 1977年2月1日       | 広尾1、相之川、新井の各一部                                             |                                        |
| 広尾二丁目     | ひろお             | 1979年5月1日     | 1979年5月1日       | 相之川、新井、当代島飛地の各全部及び広尾1のうち住居表示未実施区域の全部 |                                        |
| 南行徳一丁目   | みなみぎょうとく   | 1972年12月27日   | 1980年2月1日       | 南行徳1の全部                                                           |                                        |
| 南行徳二丁目   | みなみぎょうとく   | 1972年12月27日   | 1980年2月1日       | 南行徳2の全部                                                           |                                        |
| 南行徳三丁目   | みなみぎょうとく   | 1972年12月27日   | 1980年2月1日       | 南行徳3の全部                                                           |                                        |
| 南行徳四丁目   | みなみぎょうとく   | 1972年12月27日   | 1980年2月1日       | 南行徳4の全部                                                           |                                        |
| 塩浜一丁目     | しおはま           | 1973年1月19日    | 未実施             |                                                                         | 埋立造成地                             |
| 塩浜二丁目     | しおはま           | 1973年12月14日   | 未実施             |                                                                         | 埋立造成地                             |
| 塩浜三丁目     | しおはま           | 1984年12月14日   | 未実施             |                                                                         | 埋立造成地(大部分は1973年埋立)         |
| 塩浜四丁目     | しおはま           | 1973年12月14日   | 年月日             | 塩浜4の全部                                                             | 埋立造成地(四丁目のみ住居表示実施)     |
| 福栄一丁目     | ふくえい           | 年月日           | 1979年5月1日       | 福栄1の全部                                                             |                                        |
| 福栄二丁目     | ふくえい           | 年月日           | 1979年5月1日       | 福栄2の全部                                                             |                                        |
| 福栄三丁目     | ふくえい           | 年月日           | 1979年5月1日       | 福栄3の全部                                                             |                                        |
| 福栄四丁目     | ふくえい           | 年月日           | 1979年5月1日       | 福栄4の全部及び欠真間の一部                                             |                                        |
| 行徳駅前一丁目 | ぎょうとくえきまえ | 年月日           | 1979年5月1日       | 行徳駅前1〜4の各全部及び本行徳の一部                                    |                                        |
| 行徳駅前二丁目 | ぎょうとくえきまえ | 年月日           | 1979年5月1日       | 行徳駅前1〜4の各全部及び本行徳の一部                                    |                                        |
| 行徳駅前三丁目 | ぎょうとくえきまえ | 年月日           | 1979年5月1日       | 行徳駅前1〜4の各全部及び本行徳の一部                                    |                                        |
| 行徳駅前四丁目 | ぎょうとくえきまえ | 年月日           | 1979年5月1日       | 行徳駅前1〜4の各全部及び本行徳の一部                                    |                                        |
| 新浜一丁目     | にいはま           | 年月日           | 年月日             | の各一部                                                                |                                        |
| 新浜二丁目     | にいはま           | 年月日           | 年月日             | の各一部                                                                |                                        |
| 新浜三丁目     | にいはま           | 1980年8月22日    | 未実施             |                                                                         | 埋立造成地                             |
| 入船           | いりふね           | 1979年5月1日     | 1979年5月1日       | 入船町の全部及び本行徳の一部                                            |                                        |
| 日之出         | ひので             | 1979年5月1日     | 1979年5月1日       | 日之出町の全部                                                          |                                        |
| 末広一丁目     | すえひろ           | 年月日           | 1980年2月1日       | 末広1の全部                                                             |                                        |
| 末広二丁目     | すえひろ           | 年月日           | 1980年2月1日       | 末広2の全部                                                             |                                        |
| 本塩           | ほんしお           | 年月日           | 1978年4月1日       | 住吉1の全部及び本行徳、下新宿、住吉2の各一部                            |                                        |
| 富浜一丁目     | とみはま           | 年月日           | 1980年2月1日       | 富浜1の一部                                                             |                                        |
| 富浜二丁目     | とみはま           | 年月日           | 1980年2月1日       | 富浜2の全部                                                             |                                        |
| 富浜三丁目     | とみはま           | 年月日           | 1980年2月1日       | 富浜3の全部                                                             |                                        |
| 塩焼一丁目     | しおやき           | 年月日           | 2000年2月1日       | 塩焼1の全部及び下妙典の一部                                             |                                        |
| 塩焼二丁目     | しおやき           | 年月日           | 2000年2月1日       | 塩焼2の全部                                                             |                                        |
| 塩焼三丁目     | しおやき           | 年月日           | 2000年2月1日       | 塩焼3の全部                                                             |                                        |
| 塩焼四丁目     | しおやき           | 年月日           | 2000年2月1日       | 塩焼4の全部                                                             |                                        |
| 塩焼五丁目     | しおやき           | 年月日           | 2000年2月1日       | 塩焼5の全部                                                             |                                        |
| 宝一丁目       | たから             | 年月日           | 1980年2月1日       | 宝1の全部                                                               |                                        |
| 宝二丁目       | たから             | 年月日           | 1980年2月1日       | 宝2の全部                                                               |                                        |
| 幸一丁目       | さいわい           | 年月日           | 1980年2月1日       | 幸1の全部                                                               |                                        |
| 幸二丁目       | さいわい           | 年月日           | 1980年2月1日       | 幸2の全部                                                               |                                        |

## 町名の変遷

### 市制施行時の地名
市川市域は、1889年（明治22年）の市制町村制施行時には東葛飾郡市川町、八幡町（やわたまち）、中山村、五常村、大柏村、行徳町（ぎょうとくまち）、南行徳村に属していた。このうち、五常村は1890年（明治23年）に国分村（こくぶんむら）と改称、中山村は1914年（大正3年）、南行徳村は1937年（昭和12年）にそれぞれ町制を施行している。
1934年（昭和9年）、市川町、八幡町、中山町、国分村の3町1村が合併して市川市が成立した。これら3町1村に属していた計19の大字は市川市の大字となった。また、1949年（昭和24年）に市川市は大柏村を編入。同村の4つの大字は市川市の大字となり、市川市は計23の大字から構成されることとなった。これらの大字は、1889年（明治22年）の市制町村制施行以前の旧村に相当する。1949年（昭和25年）の時点で市川市に属していた23の大字は以下のとおりである。
- 旧市川町 市川、市川新田、国府台（こうのだい）、平田、真間
- 旧八幡町 菅野（すがの）、宮久保、八幡（やわた）
- 旧中山町 鬼越（おにごえ）、鬼高（鬼越・高石神の一部から1919年起立）、高石神、中山、北方（ぼっけ）、若宮
- 旧国分村 稲越、国分（こくぶん）、下貝塚、曽谷（そや）、須和田
- 旧大柏村 大野、大町新田、柏井、奉免

### 1951年設置の町名
上記の23大字は1951年（昭和26年）に全廃されて、「町」に再編された。さらに、1965年（昭和40年）以降、「住居表示に関する法律」に基づく住居表示の実施により、大部分の町域は再々編された。2023年（令和5年）現在、市川市内には、1965年以降の住居表示実施により成立した町と、1951年に大字から変わった町が併存している。
1951年成立の町は以下の通りである。
- 市川町一 - 五丁目
- 真間町一 - 四丁目
- 新田町一 - 四丁目
- 国府台町一 - 三丁目
- 平田町一 - 三丁目
- 根本町
- 八幡町一 - 七丁目
- 菅野町一 - 六丁目
- 宮久保町
- 中山町一 - 三丁目
- 若宮町一 - 三丁目
- 北方町（ぼっけまち）一 - 四丁目（四丁目のみ現存）
- 鬼越町一 - 二丁目

- 高石神町
- 鬼高町
- 国分町
- 中国分町
- 北国分町
- 曽谷町
- 須和田町一 - 二丁目
- 稲越町
- 下貝塚町
- 大町（現存）
- 大野町一 - 四丁目（現存。一部は1986年に南大野一～三丁目に移行）
- 柏井町一 - 四丁目（現存）
- 奉免町（現存）

（以上の町名の「町」の読みはすべて「まち」。）
大部分の町名は、1965年以降、住居表示の実施により廃止されている。なお、根本町のように、住居表示実施に伴い消滅した町名もあるが、大部分の地域においては、（旧）真間町1 - 4丁目 →（現）真間1 - 5丁目のように、旧町名を引き継ぐ形で住居表示が実施されている（町域は住居表示実施前と異なることが多い）。

### 行徳地区の編入
市川市は1955年（昭和30年）に行徳町、1956年（昭和31年）に南行徳町を編入し、現在の市域となった。これら2町には以下の大字があった。
- 旧行徳町 伊勢宿、大和田、加藤新田、上妙典、河原、儀兵衛新田、高谷（こうや）、下新宿、下妙典、上下妙典（じょうげみょうでん）、関ケ島、田尻、稲荷木（とうかぎ）、原木（ばらき）、二俣、本行徳、
- 旧南行徳町 新井、押切、欠真間（かけまま）、湊、湊新田、当代島飛地

以上のうち、儀兵衛新田、上下妙典、当代島飛地は1967年（昭和42年）以降の住居表示実施により消滅したが、他の地名は住居表示実施後の新町名にも引き継がれている。

### 参考
上記のうち、本行徳は旧江戸川沿いの地区と南方の海寄りの地区の2箇所に分かれ、前者は住居表示実施済み地区、後者は未実施地区である。河原は、東京都江戸川区との境界未定部分（通称河原番外地）のみ住居表示未実施となっている。
二子飛地と本郷飛地は二俣地内にある狭小地域で、住所の表示には用いられていない。いずれも、旧葛飾町（現船橋市の一部）にあった大字の飛地だったものである。また、行徳地区には、他に次の町・大字があった。
- 大洲町 1957年成立、1967年大洲一 - 四丁目となる。
- 日之出町 1974年成立、1979年日之出となる。
- 入船町 1974年成立、1979年入船となる。
- 香取 1956年大字として成立、1977年香取一 - 二丁目となる。
- 相之川 1956年大字として成立、1973年以降一部が相之川一 - 四丁目となり、1979年廃止。
- 住吉一 - 三丁目 1974年成立、1978年廃止。
- 新行徳 1976年成立、1978年廃止。